# Aeròdrom de Calaf-Sallavinera
L'aeròdrom de Calaf-Sallavinera, classificat com a aeròdrom d’aviació esportiva i lluita contra incendis, està situat a la comarca de l'Anoia, 7 km al nord-est de Calaf, dins el municipi de Sant Pere Sallavinera. El seu codi i classificació OACI és LECP i 2C respectivament.
Aquest aeròdrom és propietat de l'empresa Ceràmiques Calaf S.A. i la seva gestió recau en el Sr. Joan Lladó. L’aeroport alternatiu de l'aeròdrom de Calaf és el de Sabadell.

La superfície total del sistema aeroportuari és d'1,71 ha. Disposa d'una pista de vols de denominació 13/31, que té 810 metres de llargada i 50 metres d’amplada amb superfície d’herba i terra, i una senyalització horitzontal d’extrems de franja de vols.
En el marc del Pla d'Aeroports, Aeròdroms i Heliports (2009-2015) es preveia que la Generalitat comprés l'aeròdrom per realitzar una remodelació i ampliació de les instal·lacions, però el Tribunal Suprem ha declarat nul el Pla Director aprovat el 2007 després de fructificar un dels quatre contenciosos interposats, en concret el de l'entitat EL SAUQUER, perquè la Generalitat va ometre realitzar l'obligatòria avaluació ambiental estratègica regulada per la Llei estatal 9/2006. Tanmateix les condicions climatològiques adverses de la zona i el possible impacte acústic sobre el nucli urbà de Calaf han donat lloc a diverses protestes ciutadanes en contra del Pla Director de l'Aeròdrom, origen de la sentència del Tribunal Suprem que l'ha declarat nul l'11 de gener de 2013.